# Bazoques
Bazoques – miejscowość i gmina we Francji, w regionie Normandia, w departamencie Eure.
Według danych na rok 1990 gminę zamieszkiwały 122 osoby, a gęstość zaludnienia wynosiła 18 osób/km² (wśród 1421 gmin Górnej Normandii Bazoques plasuje się na 776. miejscu pod względem liczby ludności, natomiast pod względem powierzchni na miejscu 548.).